# Suaeda aralocaspica
Suaeda aralocaspica är en amarantväxtart som först beskrevs av Aleksandr Andrejevitj Bunge, och fick sitt nu gällande namn av Helmut E. Freitag och Peter Schütze. Suaeda aralocaspica ingår i släktet saltörter, och familjen amarantväxter. Inga underarter finns listade i Catalogue of Life.